# Pierre Poupo
Pierre Poupo (1552, Bar-sur-Seine - 1590, Genève) est un poète français.

## Biographie
Poète baroque protestant, Poupo est notamment l'auteur de la Muse chrestienne (1590) ainsi que de nombreux sonnets.
L'Édit de Nemours le force à l'exil en République de Genève, en juillet 1585. En 1588, Poupo épouse Th. de Villeminot (prénom complet inconnu), sœur d'Estiennette de Villeminot, elle-même l'épouse de Philibert Guide, qui est ami de Poupo.
Dès 1847, Léon Feugère fait noter que Poupo est singulièrement tombé dans l'oubli.
Guillaume Colletet, dans une Vie des poètes français depuis lors perdue, fait son éloge.